# Shmuel Josef Agnon
Shmuel Josef Agnon, född 17 juli 1888 i Buczacz (Österrike-Ungern, idag Butjatj i Ukraina) som Samuel Josef Czaczkes, död 17 februari 1970 i Jerusalem, var en israelisk (hebreiskspråkig) författare.

## Biografi
Shmuel Josef Agnon föddes som Samuel Josef Czaczkes 1888, i det dåvarande Österrike-Ungern. Han flyttade vid 19 års ålder till Palestina och antog 1924 efternamnet Agnon. Det nya efternamnet går tillbaka till romanen Agunot ('Övergivna hustrur') från 1908.
I sina böcker söker han sig tillbaka till judendomens rötter och judisk religion. 1966 erhöll han tillsammans med Nelly Sachs Nobelpriset i litteratur. Bland hans böcker märks Nattgästen, Den bortdrivne och novellsamlingen I havets mitt.